# Henry Maxwell (7e baron Farnham)
Pour les articles homonymes, voir Henry Maxwell et Maxwell.
Henry Maxwell, 7e baron Farnham, (9 août 1799 - 20 août 1868), est un pair irlandais et un membre du Parlement.

## Biographie
Il est le fils d'Henry Maxwell (6e baron Farnham) et d'Anne Butler. Il est élu à la Chambre des Communes pour le comté de Cavan en 1824, siège qu'il occupe jusqu'en 1838. Il succède ensuite à son père en tant que septième baron, héritant du domaine de Farnham, et est ensuite pair représentant irlandais de 1839 à 1868 à la Chambre des Lords. Il est fait chevalier de Saint-Patrick en 1845.
Il épouse Anna Stapleton, fille de Thomas Stapleton, 16e baron le Despencer, le 3 décembre 1828. Le couple n'a pas d'enfants. Lord et Lady Farnham sont tués dans le désastre du train Abergele en 1868. Après sa mort, une statue en son honneur est érigée à Cavan, prétendument « par ses locataires ». La statue se trouve maintenant devant la bibliothèque centrale Johnston, dans la rue Farnham, dans la ville.
Son frère cadet Somerset Maxwell (8e baron Farnham) lui succède.